# Thomas F. Bayard Jr.

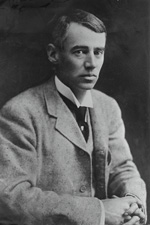
Thomas F. Bayard, Jr.

Thomas Francis Bayard, Jr., född 4 juni 1868 i Wilmington, Delaware, död 12 juli 1942 i Wilmington, Delaware, var en amerikansk demokratisk politiker. Han representerade delstaten Delaware i USA:s senat 1922-1929. Han var son till utrikesministern Thomas F. Bayard.
Bayards far, farfar, farfaderns bror, farfarsfar och farfaderns morfar hade alla representerat Delaware i USA:s senat. Bayard gick med i demokraterna, faderns och farfaderns parti. Han utexaminerades 1890 från Yale University och studerade sedan vidare vid Yale Law School. Han inledde 1893 sin karriär som advokat i hemstaden Wilmington. Han flyttade sedan till New York men återvände 1901 till Wilmington. Han var ordförande för demokraterna i Delaware 1906-1916. Han gifte sig 1908 med Elizabeth Bradford du Pont.
Bayard fyllnadsvaldes 1922 till senaten. Han valdes dessutom till en sexårig mandatperiod. Han besegrades i senatsvalet 1928 av republikanen John G. Townsend. Bayard utmanade i senatsvalet 1930 sittande senatorn Daniel O. Hastings men förlorade med 45% av rösterna mot 54% för Hastings.
Bayard avled 1942 och han gravsattes på Old Swede's Church kyrkogård i Wilmington.